# Юпіки
Юпіки, також Юпікські народи — група корінних народів російського Далекого Сходу, заходу та південного заходу Аляски. Юпіки є ескімоськими народами, серед їх родичів є інуїти та інупіати.
До юпікських народів належать:
- Алутіік, або сугліак — мешканці півострова Аляска;
- Юпіки центральної Аляски[ru] — мешканці рівнини між річками Юкон та Кускоквім[ru], а також Бристольської затоки та північної Аляски;
- Сибірські юпіки[ru], в тому числі наукани, чаплинці та сиренікці[en], мешканці Далекого Сходу та острова святого Лаврентія.

## Мова
Існує п'ять юпікських мов. Всі вони пов'язані з інуктитутом. Понад 75 % юпіків володіють своїми рідними мовами.
Аляскинські та сибірські юпіки використовують письмо, яке розробили у 1760-х роках гренландські місіонери-моравці. Крім того, аляскинські юпіки та інуїти — єдині народи Півночі, що розробили власну систему письма. Ця система була побудована на ієрогліфічному письмі. Проте вона вимерла після смерті своїх винахідників. Наприкінці XIX століття місіонери, що прибули в краї поширення юпіків, почали використовувати у богослужіннях їхні мови та навіть переклали на них Біблію.

## Етимологія назви
Слово «юпік» (Yup'ik, у множині Yupiit) утворилося від юпікського слова «юк» (yuk, «людина») з додаванням суфікса «-пік» (-pik), що означає «істинний», «справжній». Отже, самоназва юпіків у перекладі означає «справжні люди». Апостроф у латинізованій назві означає подвоєння попереднього звуку, так як в оригінальному звучанні він подвоюється: юппік. Крім того, у етнографічній літературі юпіків та їхню мову іноді називають «юк» та «юіт». Народ та діалекти острова Нунівак називаються «чупік».

## Походження
Спільний пращур ескімосів та алеутів, а також багатьох інших палеоазійських народів жив у Східному Сибіру та прибув до берега Берингового моря близько 10 тисяч років тому. Близько 3000 років тому предки юпіків оселилися на західних берегах Аляски.

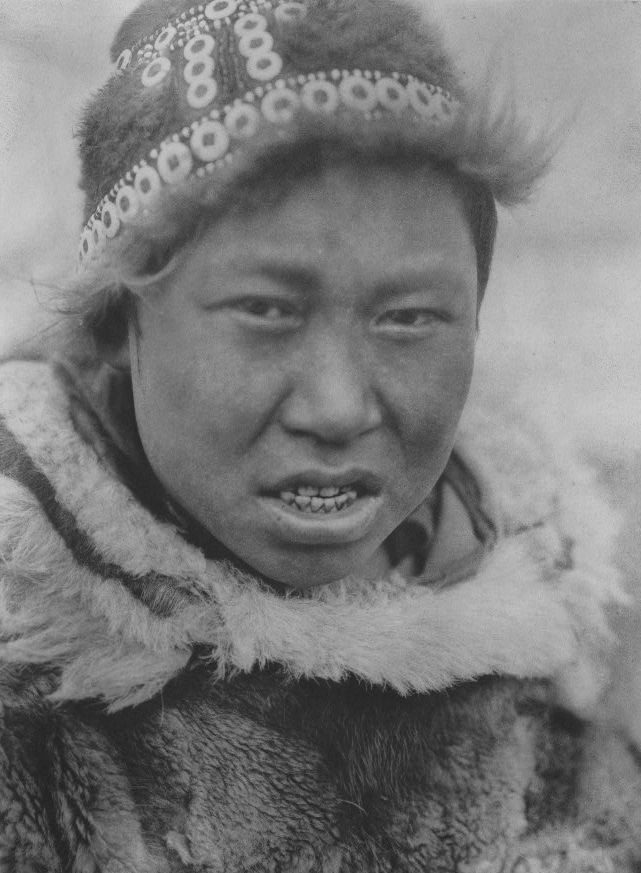
Молодий юпік із центральної Аляски. 1930
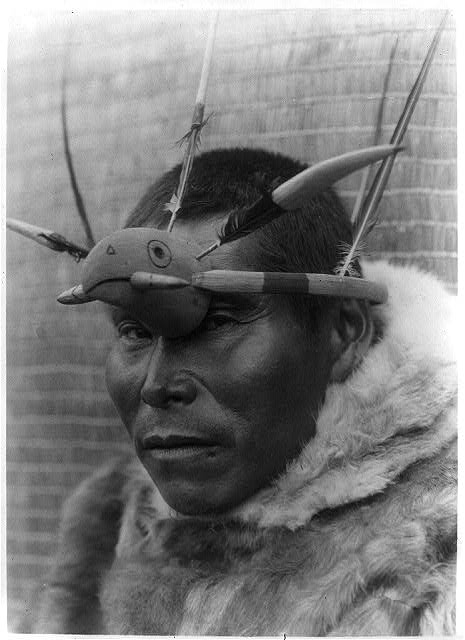
Чоловік у масці Ворона-творця
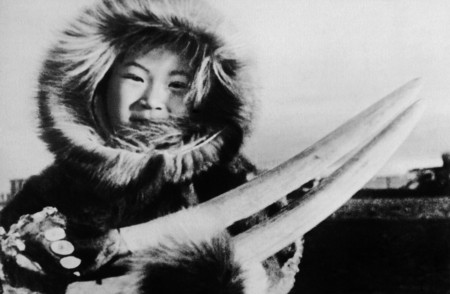
Жінка з народу сибірських юпіків, що тримає бивні моржа

## Культура
Традиційно весну і літо сім'ї юпіків проводять у риболовецьких таборах, а на зиму збиралися в поселення разом з іншими юпіками. Багато юпіків займаються традиційними промислами, особливо часто — ловлею тихоокеанського лосося і тюленя.
Общинний будинок чоловіків — касик (qasgiq) — був церемоніальним приміщенням, де відбувалися фестивалі, що супроводжувалися співом, танцями і переказуванням історій, та інші традиційні заходи, в тому числі за участю шаманів. Касики в основному використовувалися взимку, коли юпіки збиралися разом. Тут же дорослі чоловіки вчили хлопчиків полювати і виживати в дикій природі.
Жіночий будинок — ена — був традиційно поруч з касиком, іноді їх з'єднував тунель. Жінки вчили дівчаток обробляти шкури, шити, готувати рибу і дичину, а також ткати. Хлопчики жили з матерями приблизно до п'яти років, потім вони переходили в касик. Щозими від трьох до шести тижнів дівчата вчилися в чоловічому домі, а хлопчики — в жіночому. Дівчаток вчили полювати і виготовляти інструменти, а хлопчиків — готувати і шити.
Групові танці юпіків зазвичай характеризуються рухами тільки верхньої половини тіла, з жестами.
Дітей юпіків називають іменем останнього померлого члена громади.
Традиційною й цінованою їжею юпіків є маусфуд, який вони також використовують як ліки. Маусфуд являє собою корені тундрових рослин, які юпіки добувають зі схованок «мишей».

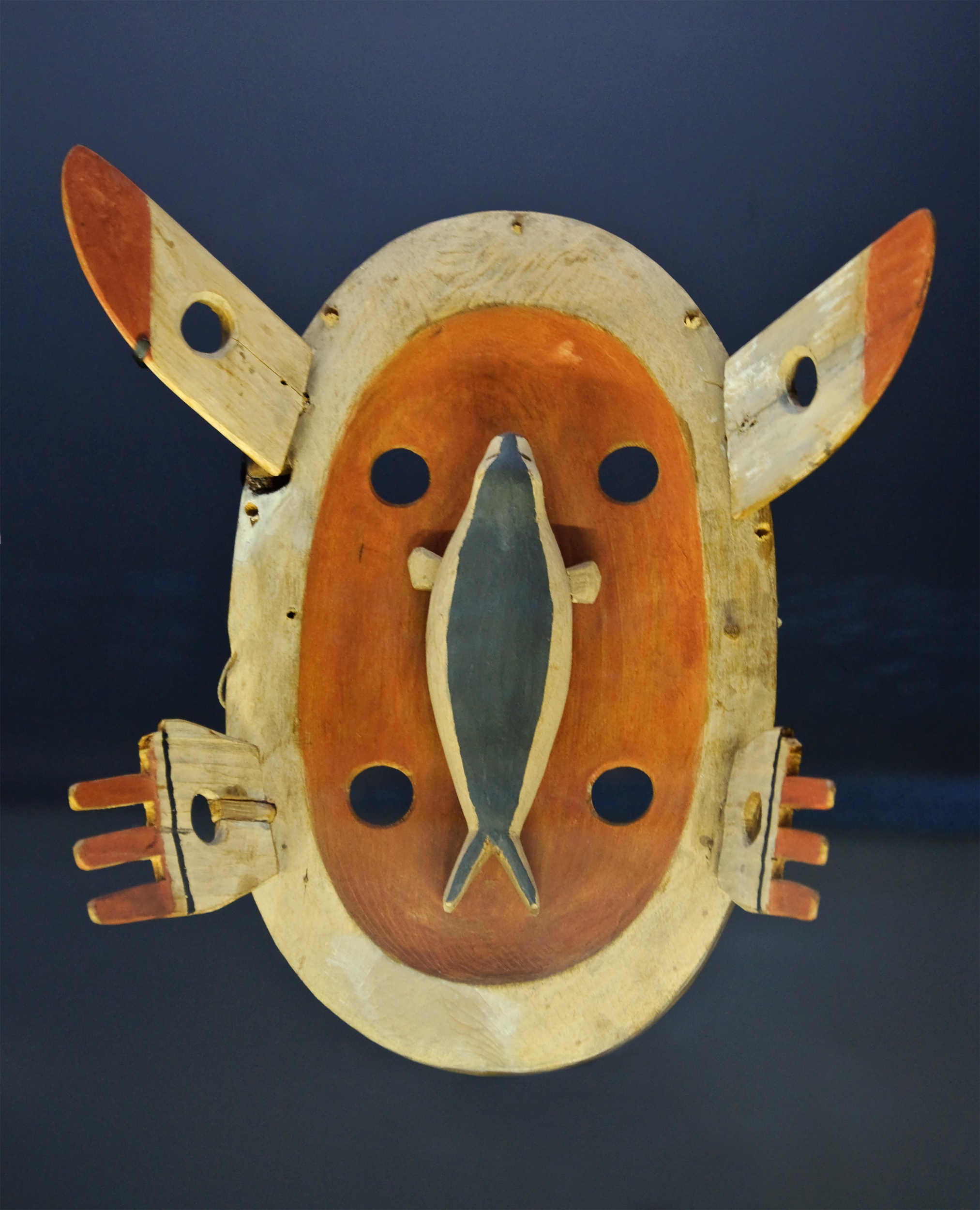
Ритуальна маска
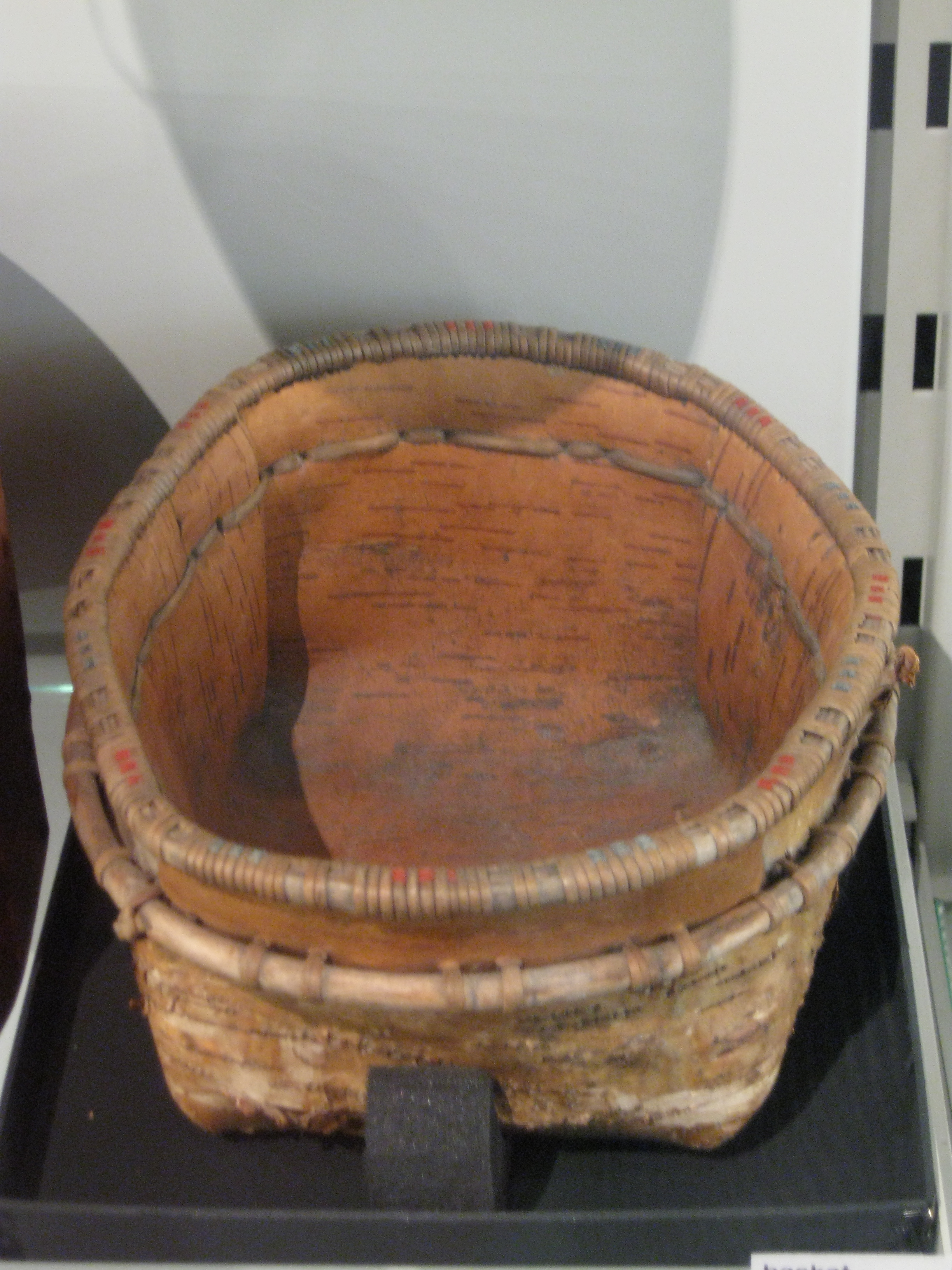
Кошик юпіків
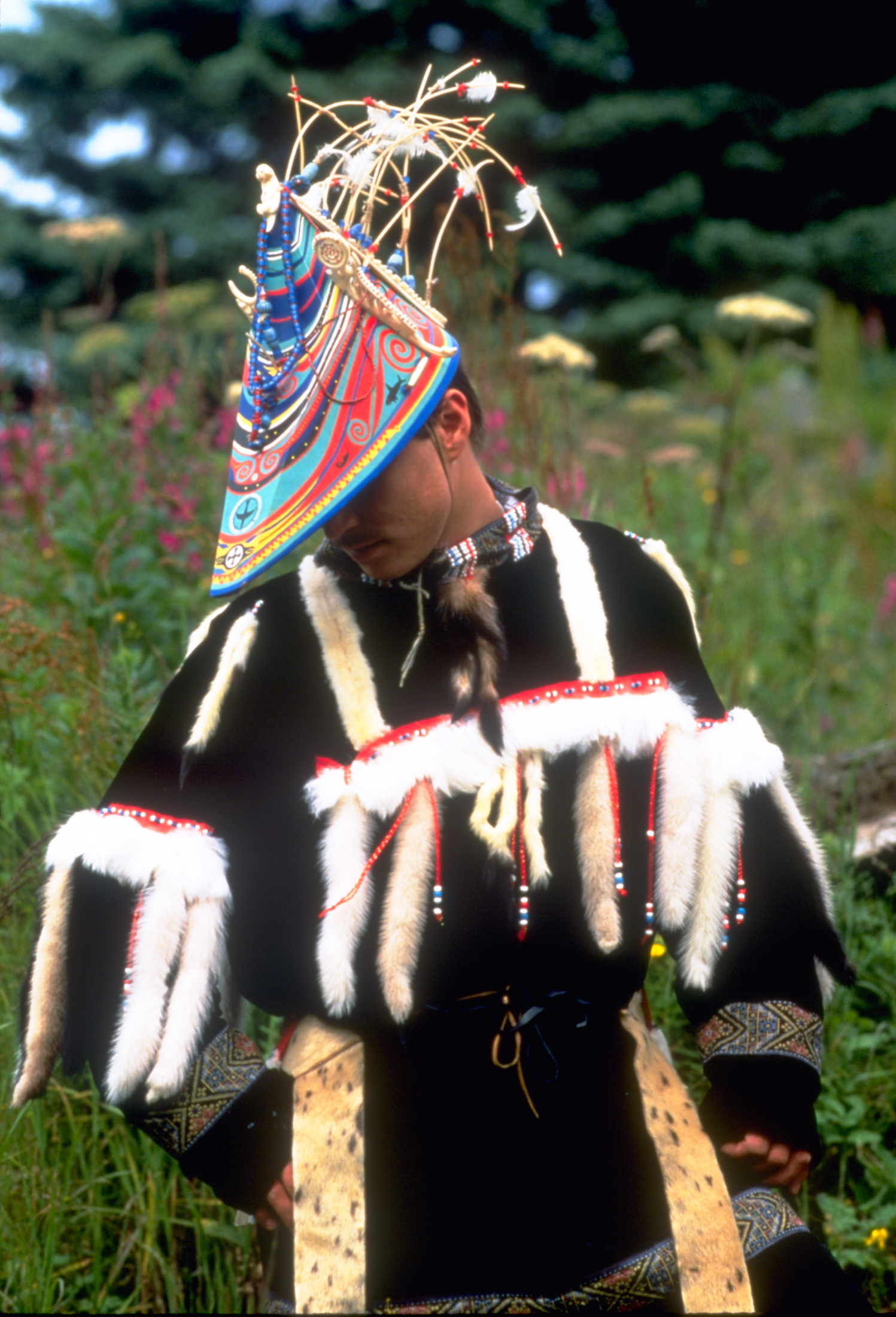
Танцівник народу Алутіік